# Pales campicola
Pales campicola är en tvåvingeart som beskrevs av Robineau-desvoidy 1863. Pales campicola ingår i släktet Pales och familjen parasitflugor.
Artens utbredningsområde är Frankrike. Inga underarter finns listade i Catalogue of Life.